# محمدرضا حافظی (خیر)
محمدرضا حافظی (زادهٔ ۸ خرداد ۱۳۱۰ – درگذشتهٔ ۲۱ خرداد ۱۳۹۸)، خَیر و رئیس جامعه خیرین مدرسه‌ساز ایران و بنیان‌گذار جامعه خیرین مدرسه ساز کشور. او بیش از ۱۴ مدرسه در کشور ساخت.
حافظی از سال۱۳۷۷به ریاست جامعه خیرین و پدر مدرسه سازی کشور انتخاب شد و حدود۲۳ سال در این سمت به فعالیت پرداخت. او دارای مدرک دکترای مدیریت از دانشگاه نیوپورت کالیفرنیا بود. حافظی در روز سه شنبه ۲۱ خرداد ۱۳۹۸ در سن ۸۸ سالگی در تهران درگذشت. از وی به عنوان خیر و پدر مدرسه سازی و بنیان‌گذار جامعه خیرین ایران یاد می‌شود.

## زندگینامه و تحصیلات
محمدرضا حافظی در هشتم خرداد سال ۱۳۰۸ در شهر بروجرد به دنیا آمد. پدرش مصطفی حافظی از پایه‌گذاران صنعت برق و نیز کارخانه آرد در شهر بروجرد بود. او دکترای مدیریت را از دانشگاه نیوپورت کالیفرنیا دریافت کرد.

## سمت‌ها
- رئیس جامعه خیرین مدرسه ساز کشور
- خیر و پدر مدرسه سازی ایران
- بنیان‌گذار جامعه خیرین مدرسه ساز
- رئیس انجمن بروجردیهای مقیم تهران
- عضو یونسکو و دارای پلاک 1002/ 2022/ UN / E یونسکو

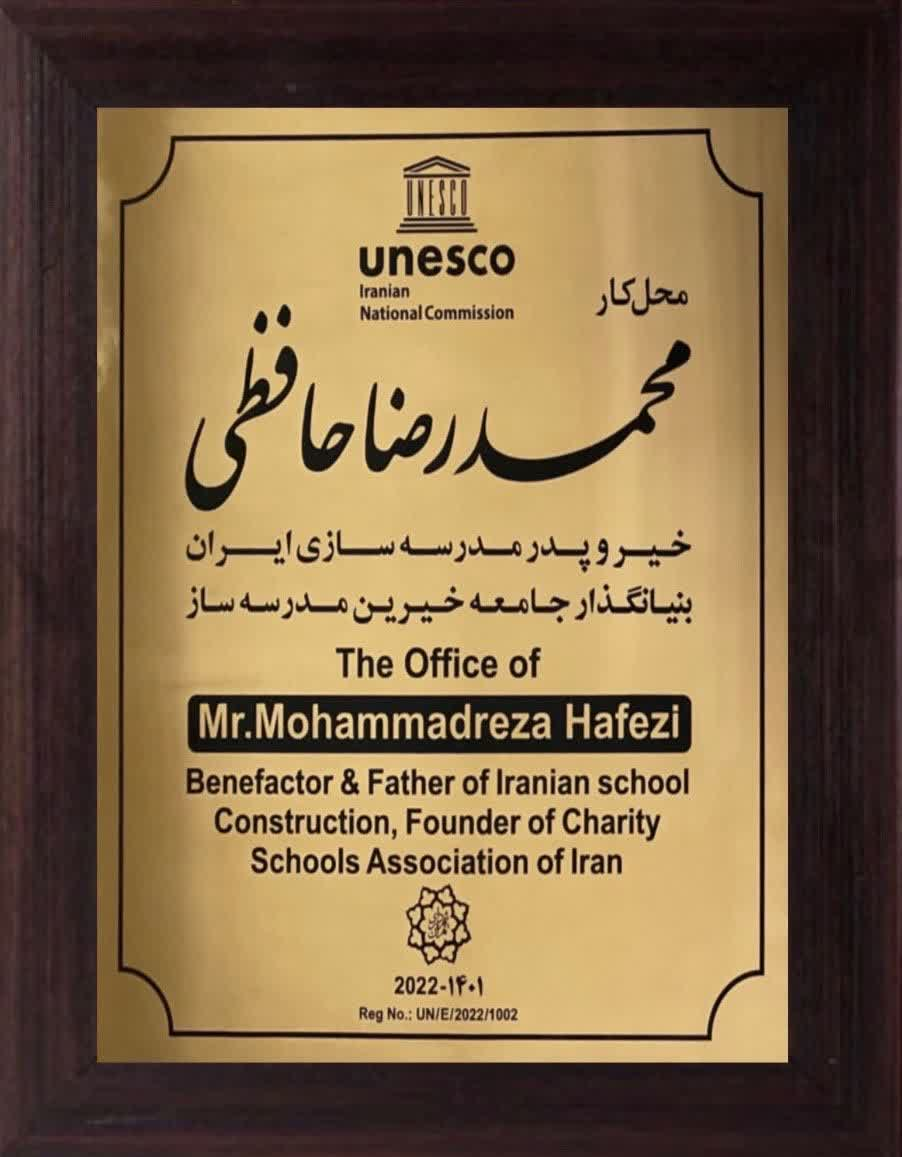

## آثار برجسته
- خیر وبنیانگذار جامعه خیرین مدرسه ساز و مشارکت در ساخت بیش از ۵۰ درصد مدارس کشور
- ساخت و نوسازی ۱۴ مدرسه در کشور با هزینه شخصی
- ساخت و نوسازی مدارس ایرانیان خارج از کشور
- خیرسازی و تشویق به مشارکت در امر خیر و مدرسه سازی
- نیکو کار اهل بروجرد

## مراسم بزرگداشت

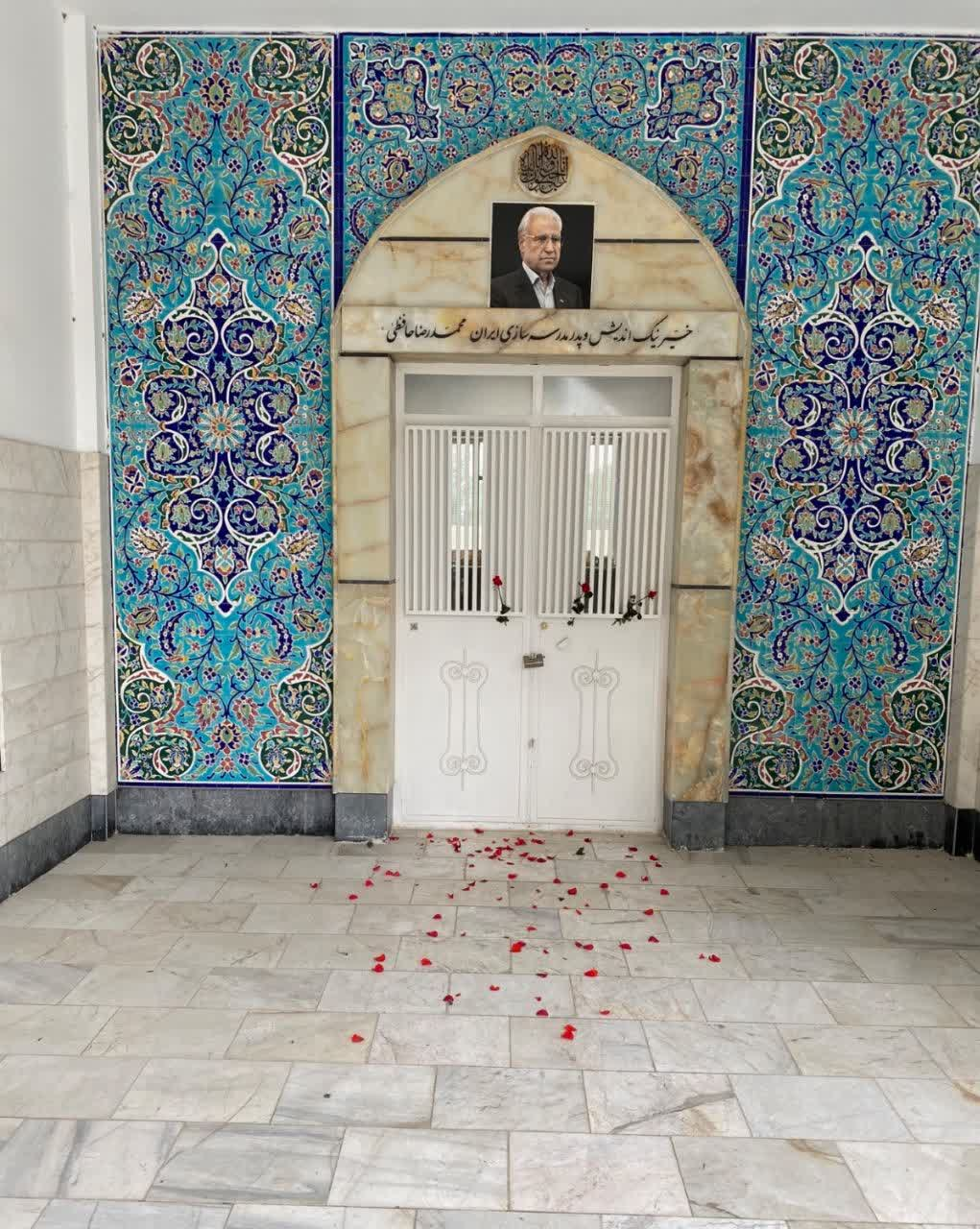
مقبره خانوادگی حافظی واقع در بهشت زهرا؛ محل دفن وی

در روز دوشنبه ۲۰ خرداد ماه ۱۳۹۸ یک روز پیش از درگذشت حافظی، وزارت آموزش و پرورش با حضور جمعی از مسئولان و خیرین مدرسه ساز مراسم نکوداشتی برای ایشان برگزار نمودند.

## درگذشت
محمدرضا حافظی در روز سه شنبه ۲۱ خرداد ۱۳۹۸ درگذشت.
سید علی خامنه ای رهبر جمهوری اسلامی ایران پیام تسلیتی توسط غلامعلی حداد عادل به خانواده حافظی ابلاغ کرد.
همچنین اسحاق جهانگیری، محمدجواد ظریف و سید محمد بطحایی نیز در پیام‌هایی درگذشت او را تسلیت گفتند.